# Matthew Flinders

‎
Matthew Flinders, angleški pomorščak in raziskovalec, * 16. marec 1774, Donington, Anglija, † 19. julij 1814.

## Življenjepis
Flindersov oče, kot tudi njegov ded sta bila zdravnika zato so tudi Matthewu namenili zdravniško kariero. Sam pa se je odločil drugače. S 15 leti je namreč prebral Defoejev roman Robinson Crusoe in trdno sklenil, da tudi sam postane pomorščak. S sedemnajstimi leti je s kapitanom ladje Bounty, Williamom Blighom, prejadral Torresov preliv in se od izkušenega pomorščaka ogromno naučil.
Cook, Tasman in prvi nizozemski raziskovalci so na zemljevidu sveta zarisali vzhodno, zahodno in severno obalo Avstralije, medtem, ko je bila njena južna obala skorajda neznana. V septembru 1798 je Flinders tedaj že poročnik prevzel poveljstvo nad 28-tonsko enojambornico Norfolk. Norfolk je skupaj s Flindersom, njegovim dobrim prijateljem Bassom in osemčlansko posadko odplula proti Van Diemenovi zemlji. Morski preliv med Avstralijo in Tasmanijo je ponekod širok tudi do 240 km, kar je dolgo zavajalo pomorščake. Mislili so namreč, da gre za del Avstralske celine. To se je spremenilo 9. decembra 1798, ko je Flinders prispel do rta Grim in zagledal kako gromozanski valovi butajo v obalo pred njimi. Našel je prehod med Indijskim in Tihim oceanom, ki je bil za cel teden plovbe krajši od prejšnjega.
Po odkritju prehoda je Matthew Flinders nemudoma odjadral domov v Anglijo, kjer so ga v Londonu, navdušeni nad njegovimi dosežki, takoj določili za kapitana 334 tonske ladje Investigator. Raziskovanje južne avstralske obale se je pričelo decembra 1801. Štiri mesece je Flinders jadral proti zahodu. Od Sydneyja je ladja Investigator zaplula navzgor ob vzhodni obali, kjer se je Flinders večkrat izkrcal in raziskoval notranjost celine.
Žal njegova ladja ni bila dovolj trdno zgrajena in tako je moral kar hitro prekiniti raziskovanje do takrat skoraj nepoznane celine in se odpraviti domov. Ladja se mu je dokončno razbila in na pot domov se je moral odpraviti z le 29 tonskim dvojambornikom Cumberland. Toda tudi v to ladjo je začela vdirati voda in moral je zasilno pristati ob obali Mavricija. Tam so ga zgrabili Francozi in ga dali v ujetništvo.
Ko se je iz ujetništva vrnil domov je bilo njegovo zdravje že močno načeto. Umrl je leta 1814, na dan izida svoje knjige Potovanje v Terro Australis.